# ينم (سمك)
الينم (الاسم العلمي: Plectorhinchus)، جنس أسماك بحرية من فصيلة أسماك الناخر، توجد في المياه العذبة، المياه المسوسة وماء البحر.